# Wiktoria Johansson
Wiktoria Johansson (Borås, 8 november 1996), beter bekend onder haar artiestennaam Wiktoria, is een Zweeds zangeres en songwriter. Ze nam meermaals deel aan het Zweedse liedjesfestijn Melodifestivalen.

## Biografie
Johansson werd geboren in Brämhult, een wijk van Borås op 8 november 1996. In 2011 deed ze mee aan Lilla Melodifestivalen, en haalde daar de vierde plaats met het door haarzelf geschreven nummer "Jag behöver dig". OP 30 november werd ze als een van de 28 artiesten aangekondigd die deelnam aan Melodifestivalen 2016, waar ze aantrad met het nummer "Save Me". Ze trad als laatste op in de tweede halve finale op 13 februari 2016 en kwalificeerde ze zich rechtstreeks voor de finale. In de finale behaalde Johansson de vierde plaats bij de jury's en de tweede plaats bij het Zweedse publiek, waarmee ze op de vierde plaats eindigde. In 2016 sprak Johansson eveneens de stem in van Vaiana in de Zweedse ingesproken versie van de film Vaiana.
Een jaar later nam Johansson opnieuw deel aan Melodifestivalen 2017 met het nummer "As I Lay Me Down. Opnieuw wist ze zich rechtstreeks te plaatsen voor de finale, waarin ze op de zesde plaats eindigde. Johansson mocht names Zweden de punten doorgeven tijdens het Eurovisiesongfestival 2017. Hierna ging Wiktoria op tour onder de ne naam Diggiloo Tour (Zweeds:Diggilooturnén) tijdens de zomer. Daarnaast nam ze deel aan Stjärnornas stjärna uitgezonden op TV4 in 2018, waar ze op de vijfde plaats eindigde. In 2019 waagde Wiktoria een nieuwe poging op Melodifestivalen 2019 met het nummer Not with Me, waarmee ze voor de derdemaal de finale behaalde en op de zesde plaats eindigde.
Wiktoria bracht op 30 april 2021 de single "Need You to Know" uit en samen met de aankondinging van haar debuutalbum die zou werd uitgebracht in juni 2021. Voor de vierde maal keerde ze in 2023 terug naar Melodifestivalen 2023 met het nummer "All My Life (Where Have You Been)" waarmee ze de finale niet wist te behalen. Op 19 september 2024 bracht Wiktoria de single "En Vän Till Mig" uit, haar eerste Zweedstalige single sinds 2011.